# Filippo Schisano
Filippo Schisano (Casal di Principe, 1º luglio 1952) è un cantautore e musicista italiano.

## Biografia
Nasce a Casal di Principe, in provincia di Caserta, da una famiglia di musicisti. Inizia la sua carriera di cantante nel periodo a cavallo degli anni 70-80. Il suo primo e maggiore successo è il brano "Odio mio figlio", di cui è egli stesso autore. Con questa canzone entra immediatamente nelle Hit Parade radiofoniche e televisive del momento, riuscendo ad ottenere una certa notorietà in campo nazionale. Sull'onda di questo successo nascono delle partecipazioni a programmi televisivi di rilievo nazionale, come:
10 Hertz (con Gianni Morandi), Saint Vincent con Barbara D'urso e Gianni Morandi, Disco Inverno, Disco Estate,
TG1 Special (con Massimo Ranieri) e 
Domenica In.

Negli anni scrive brani anche in lingua napoletana e in quel periodo partecipa al Festival di Napoli conquistando il primo posto con la canzone "Na cuppulella e 'nu cafè". Partecipa poi ad altre manifestazioni musicali, come: Disco estate, Disco inverno, Festival di Saint Vincent, Cantagiro.

Ha 10 lavori discografici all'attivo ed è autore inoltre di numerosi brani portati al successo da altri cantanti affermati, come: Nino D'Angelo, Antonio Buonomo Pino Mauro, Angela Luce Gloriana, Marcella, Tony Astarita ed altri ancora, nonché un brano dal titolo Per l'Eternità per un grande tenore giapponese Ken Nishikiory. È ospite d'onore al festival di Napoli rete 4 nel '99 dove scrive Un'occasione da non perdere che interpreta insieme a Mela Macaluso, una pupilla di Pippo Baudo alla trasmissione Numero Uno.
Ritorna al Festival di Napoli rete 4 nel 2001 con la canzone "Napoli è bella", ricevendo un premio speciale. Allo stesso Festival scrive un pezzo intitolato "'A vita è 'nu passo" e lo affida all' artista Angela Luce, che conquista il 1º premio della critica.

## Discografia
- Odio mio figlio
- Nun me lassà
- Il sognatore
- Bambulella
- Napoli pazza
- Album di ricordi
- Realfantasia
- Nudo
- Napoli è bella
- Polvere
- Alla ricerca di Itaca
- Per sempre